# Illiosentis cetratus
Illiosentis cetratus is een soort in de taxonomische indeling van de Acanthocephala (haakwormen). De worm wordt meestal 1 tot 2 cm lang. Ze komen algemeen voor in het maag-darmstelsel van ongewervelden, vissen, amfibieën, vogels en zoogdieren.
De haakworm komt uit het geslacht Illiosentis en behoort tot de familie Illiosentidae. Illiosentis cetratus werd in 1945 beschreven door Harley Jones Van Cleave.